# Stade du 7 Mars
Stade du 7 Mars je fotbalový stadion založený v Tunisku v centru Ben Gardane. Jde o domovský stadion klubu Union sportive de Ben Guerdane. Stadion má 10 000 volných míst k sezení, se žluto-černými sedadly.